# Дивизион Норриса (НХЛ)
Дивизион Норриса был сформирован в 1974 году как часть Конференции Принца Уэльского и был назван в честь Джеймса Норриса, президента и владельца клуба «Детройт Ред Уингз».
В 1981 году дивизион был перенесен в Конференцию Кларенса Кэмпбелла.
Дивизион просуществовал 19 сезонов до 1993 года, когда был трансформирован в Центральный дивизион.

## Состав дивизиона

### 1974—1979
- Вашингтон Кэпиталз
- Детройт Ред Уингз
- Лос-Анджелес Кингз
- Монреаль Канадиенс
- Питтсбург Пингвинз

#### Изменения с сезона 1973—1974
- Дивизион Норриса сформирован в результате преобразований НХЛ.
- «Детройт Ред Уингз» и «Монреаль Канадиенс» перешли из Восточного дивизиона.
- «Лос-Анджелес Кингз» и «Питтсбург Пингвинз» перешли из Западного дивизиона.
- «Вашингтон Кэпиталз» — новая команда, включенная в НХЛ в результате расширения лиги.

### 1979—1981
- Детройт Ред Уингз
- Лос-Анджелес Кингз
- Монреаль Канадиенс
- Питтсбург Пингвинз
- Хартфорд Уэйлерс

#### Изменения с сезона 1978—1979
- Клуб «Хартфорд Уэйлерс», покинув ВХА, стал членом НХЛ.
- Клуб «Вашингтон Кэпиталз», переехал в Дивизион Патрика

### 1981—1982
- Виннипег Джетс
- Детройт Ред Уингз
- Миннесота Норт Старз
- Сент-Луис Блюз
- Торонто Мэйпл Лифс
- Чикаго Блэкхокс

#### Изменения с сезона 1980—1981
- Дивизион Норриса был перенесен в Конференцию Кларенса Кэмпбелла.
- «Миннесота Норт Старз» и «Торонто Мэйпл Лифс» переехали из Дивизиона Адамса.
- «Виннипег Джетс», «Сент-Луис Блюз» и «Чикаго Блэкхокс» переехали из Дивизиона Смайта.
- Клубы «Монреаль Канадиенс» и «Хартфорд Уэйлерс» стали членами Дивизиона Адамса.
- Клуб «Питтсбург Пингвинз» перешел в Дивизион Патрика.
- Клуб «Лос-Анджелес Кингз» перешел в Дивизион Смайта.

### 1982—1992
- Детройт Ред Уингз
- Миннесота Норт Старз
- Сент-Луис Блюз
- Торонто Мэйпл Лифс
- Чикаго Блэкхокс

#### Изменения с сезона 1981—1982
- Клуб «Виннипег Джетс» вернулся в Дивизион Смайта.

### 1992—1993
- Детройт Ред Уингз
- Миннесота Норт Старз
- Сент-Луис Блюз
- Тампа Бэй Лайтнинг
- Торонто Мэйпл Лифс
- Чикаго Блэкхокс

#### Изменения с сезона 1991—1992
- В результате расширения лиги был добавлен клуб «Тампа Бэй Лайтнинг».

### После сезона 1992—1993
Произошла смена названий конференций и дивизионов:
- Восточная конференция
  - Атлантический дивизион
  - Северо-восточный дивизион
- Западная конференция
  - Центральный дивизион
  - Тихоокеанский дивизион

## Победители дивизиона в регулярном чемпионате
- 1975 — Монреаль Канадиенс (47-14-19, 113 очков)
- 1976 — Монреаль Канадиенс (58-11-11, 127 очков)
- 1977 — Монреаль Канадиенс (60-8-12, 132 очков)
- 1978 — Монреаль Канадиенс (59-10-11, 129 очков)
- 1979 — Монреаль Канадиенс (52-17-11, 115 очков)
- 1980 — Монреаль Канадиенс (47-20-13, 107 очков)
- 1981 — Монреаль Канадиенс (45-22-13, 103 очков)
- 1982 — Миннесота Норт Старз (37-23-20, 94 очков)
- 1983 — Чикаго Блэкхокс (47-23-10, 104 очков)
- 1984 — Миннесота Норт Старз (39-31-10, 88 очков)
- 1985 — Сент-Луис Блюз (37-31-12, 86 очков)
- 1986 — Чикаго Блэкхокс (39-33-8, 86 очков)
- 1987 — Сент-Луис Блюз (32-33-15, 79 очков)
- 1988 — Детройт Ред Уингз (41-28-11, 93 очков)
- 1989 — Детройт Ред Уингз (34-34-12, 80 очков)
- 1990 — Чикаго Блэкхокс (41-33-6, 88 очков)
- 1991 — Чикаго Блэкхокс (49-23-8, 106 очков)
- 1992 — Детройт Ред Уингз (43-25-12, 98 очков)
- 1993 — Чикаго Блэкхокс (47-25-12, 106 очков)

## Победители дивизиона в плей-офф
- 1982 — Чикаго Блэкхокс
- 1983 — Чикаго Блэкхокс
- 1984 — Миннесота Норт Старз
- 1985 — Чикаго Блэкхокс
- 1986 — Сент-Луис Блюз
- 1987 — Детройт Ред Уингз
- 1988 — Детройт Ред Уингз
- 1989 — Чикаго Блэкхокс
- 1990 — Чикаго Блэкхокс
- 1991 — Миннесота Норт Старз
- 1992 — Чикаго Блэкхокс
- 1993 — Торонто Мэйпл Лифс

## Обладатели Кубка Стэнли
- 1976 — Монреаль Канадиенс
- 1977 — Монреаль Канадиенс
- 1978 — Монреаль Канадиенс
- 1979 — Монреаль Канадиенс

## Статистика выступлений в дивизионе Норриса
| Команда              | Выигранные сезоны | Год последней победы |
| -------------------- | ----------------- | -------------------- |
| Монреаль Канадиенс   | 7                 | 1981                 |
| Чикаго Блэкхокс      | 5                 | 1993                 |
| Детройт Ред Уингз    | 3                 | 1992                 |
| Миннесота Норт Старз | 2                 | 1984                 |
| Сент-Луис Блюз       | 2                 | 1987                 |